# Francia en los Juegos Olímpicos de Atlanta 1996
Francia estuvo representada en los Juegos Olímpicos de Atlanta 1996 por un total de 299 deportistas que compitieron en 25 deportes.  
La portadora de la bandera en la ceremonia de apertura fue la atleta Marie-José Pérec.

## Medallistas
El equipo olímpico francés obtuvo las siguientes medallas:
| Nombre                                                                 | Deporte               | Competición                     |
| ---------------------------------------------------------------------- | --------------------- | ------------------------------- |
| Oro                                                                    |                       |                                 |
| Jean Galfione                                                          | Atletismo             | Salto con pértiga M             |
| Marie-José Perec                                                       | Atletismo             | 200 m F                         |
| Marie-José Perec                                                       | Atletismo             | 400 m F                         |
| Florian Rousseau                                                       | Ciclismo en pista     | 1000 m contrarreloj M           |
| Christophe Capelle Philippe Ermenault Jean-Michel Monin Francis Moreau | Ciclismo en pista     | Persecución por eqs. M          |
| Félicia Ballanger                                                      | Ciclismo en pista     | Velocidad ind. F                |
| Nathalie Even                                                          | Ciclismo en pista     | Carrera por puntos F            |
| Jeannie Longo-Ciprelli                                                 | Ciclismo en ruta      | Ruta F                          |
| Laura Flessel                                                          | Esgrima               | Espada ind. F                   |
| Laura Flessel Valérie Barlois Sophie Moresse-Pichot                    | Esgrima               | Espada por eqs. F               |
| Djamel Bouras                                                          | Judo                  | –81 kg M                        |
| David Douillet                                                         | Judo                  | +100 kg M                       |
| Marie-Claire Restoux                                                   | Judo                  | –52 kg F                        |
| Frank Adisson Wilfrid Forgues                                          | Piragüismo en eslalon | C2 M                            |
| Jean-Pierre Amat                                                       | Tiro                  | Rifle en tres posiciones 50 m M |
| Plata                                                                  |                       |                                 |
| Philippe Ermenault                                                     | Ciclismo en pista     | Persecución ind. M              |
| Marion Clignet                                                         | Ciclismo en pista     | Persecución ind. F              |
| Jeannie Longo-Ciprelli                                                 | Ciclismo en ruta      | Contrarreloj F                  |
| Lionel Plumenail                                                       | Esgrima               | Florete ind. M                  |
| Valérie Barlois                                                        | Esgrima               | Espada ind. F                   |
| Ghani Yalouz                                                           | Lucha grecorromana    | 69 kg M                         |
| Gilles Bosquet Daniel Fauché Olivier Moncelet Bertrand Vecten          | Remo                  | Cuatro sin timonel (M4-) M      |
| Bronce                                                                 |                       |                                 |
| Patricia Girard                                                        | Atletismo             | 100 m con vallas F              |
| Miguel Martinez                                                        | Ciclismo de montaña   | Campo a través M                |
| Franck Boidin                                                          | Esgrima               | Florete ind. M                  |
| Damien Touya                                                           | Esgrima               | Sable ind. M                    |
| Jean-Michel Henry Robert Leroux Éric Srecki                            | Esgrima               | Espada por eqs. M               |
| Alexandra Ledermann (Rochet M)                                         | Hípica                | Saltos ind.                     |
| Christophe Gagliano                                                    | Judo                  | –73 kg M                        |
| Stéphane Traineau                                                      | Judo                  | –100 kg M                       |
| Christine Cicot                                                        | Judo                  | +78 kg F                        |
| Patrice Estanguet                                                      | Piragüismo en eslalon | C1 F                            |
| Myriam Fox-Jerusalmi                                                   | Piragüismo en eslalon | K1 F                            |
| Michel Andrieux Jean-Christophe Rolland                                | Remo                  | Dos sin timonel (M2-) M         |
| Frédéric Kowal Samuel Barathay                                         | Remo                  | Scull doble (M2x) M             |
| Hélène Cortin Christine Gossé                                          | Remo                  | Dos sin timonel (W2-) F         |
| Jean-Pierre Amat                                                       | Tiro                  | Rifle 10 m M                    |